# Forst (Wiehl)
Forst (ⓘ) (hommersch Fo'escht) ist eine Ortschaft der Stadt Wiehl im Oberbergischen Kreis im Regierungsbezirk Köln in Nordrhein-Westfalen. 

## Lage und Beschreibung
Der Ort liegt in Luftlinie rund sechs Kilometer nordwestlich vom Stadtzentrum von Wiehl entfernt und südlich der Bundesautobahn 4.

## Geschichte
Fort wurde erstmals im Jahr 1465 wegen Streitigkeiten über Einwanderer (unerlaubter Ortswechsel von Herrschaftshörigen) zwischen Homburg und Berg urkundlich erwähnt. Die Schreibweise der Erstnennung war Forste. Im Futterhaferzettel der Herrschaft Homburg von 1580 werden uff dem Forst acht Bergische Untertanen als abgabepflichtig gezählt. Der Ort war Mitte des 19. Jahrhunderts umbaut von Eisengruben wie Bruchberg, Herkules, Kirchenfeld, Braunfels, Stollenberg. Am 26. November 1898 versank ein Teil der Gehöfte durch den Dammbruch am  Klärteich der Grube Alter Stollenberg im Schlamm.  
Nach dem Bau der Autobahn A 4 liegt Forst heute unmittelbar an der Anschlussstelle Bielstein.

## Wander- und Radwege
- Der Ortsrundwanderweg O „Rund um Bielstein“ durchläuft den Ort.